# Korányi Balázs
Korányi Balázs (Budapest, 1974. május 30. –) magyar közép- és hosszútávfutó, olimpikon, Európa-bajnoki bronzérmes, fedett pályás világbajnoki negyedik, a 600 és a 800 méteres síkfutás országos csúcstartója.
Sportpályája két részre oszlik: középtávfutóként a sydneyi olimpián szerepelt utoljára, majd néhány év kihagyás után vágott bele a hosszútáv- és ultrafutásba. Jelenleg a Reuters magyarországi tudósítója. Az Ultrafutók Magyarországi Szövetségének alapító elnökségi tagja volt.

## A középtávfutó

### Magyar bajnoki eredményei
800 m magyar bajnok

1998: 1:48,51

1999: 1:50,17

2000: 1:50,24

Mindhárom eredményt az ARAK (Alba Regia Atlétikai Klub) versenyzőjeként érte el.
4*400 m magyar bajnok

1996: 3:14,10 (Varga Tamás, Tölgyesi Balázs, Császár Zoltán, Korányi Balázs, Alba Regia Atlétikai Klub)
4*800 m magyar bajnok

1998: 7:52,37 (Hódis Richárd, Varga Tamás, Oláh Roland, Korányi Balázs, Alba Regia Atlétikai Klub)

2000: 7:30,52 (Békési Ferenc, Oláh Roland, Tölgyesi Balázs, Korányi Balázs, Alba Regia Atlétikai Klub)
4*1500 m magyar bajnok

2000: 15:48,17 (Korányi Balázs, Timár Levente, Oláh Roland, Tölgyesi Balázs, Alba Regia Atlétikai Klub)

### Olimpiai részvételek
Atlantában 1996-ban a 800 méteres síkfutás selejtezőjében 1:46,63-os eredménnyel került az elődöntőbe, ahol 1:50,30-os eredményével nem jutott tovább. Hasonló eredményt ért el Sydneyben, a 2000. évi játékokon: itt 1:46,21-os eredménnyel jutott be az elődöntőbe, ahol 1:47,35-os időt ért el, ezzel azonban nem jutott a döntőbe.

### Érvényes magyar rekordjai
Szabadtéren:

600 m: 1:16,33 (Florö, 1999. május 29.)
Fedettpályán:

600 m: 1:16,59 (Stange, 1999. január 30.)

Mindegyik eredményt az ARAK versenyzőjeként érte el.

## A hosszútávfutó
Jelentősebb eredményei közé tartozik a 2005-ös és a 2008-as és a 2019-es Spartathlon teljesítése.